# Guinée-Bissau aux Jeux olympiques d'été de 2004
La Guinée-Bissau a envoyé 3 athlètes aux Jeux olympiques d'été de 2004 à Athènes en Grèce. 

## Résultats

### Athlétisme
400 mètres hommes :
- Danilson Ricciuli : 1er tour : 49 s 27  (58e place, éliminé)

800 mètres femmes :
- Anhel Capel : 1er tour : N'a pas terminée

### Lutte
Lutte libre femmes - de 48 kg
- Leopoldina Ross : éliminée dans la poule B

## Officiels
- Président : M. Augusto Bernardo Veigas
- Secrétaire général : M. Sérgio Mane